# Monomotapa
El Reino de Mutapa, también llamado Mwene Mutapa, Manhumutapa o Monomotapa fue un reino kalanga ubicado en el sur de África, específicamente en la frontera delimitada por el río Zambeze entre Zambia, Botsuana y Mozambique, durante la Edad Moderna (entre 1430 y 1629). Se desconoce la ubicación real de su capital incluso a día de hoy, aunque se sabe que mantenía una importante presencia en la que había sido capital del anterior Reino de Zimbabue, Gran Zimbabue. Se cree que el rey Mwene Mutapa y su gente estaban emparentados con los reinos Mwene de Zambia, como Bemba o Mbunda, sin embargo las únicas fuentes documentales disponibles surgen con la llegada de los portugueses y se centrarían en describir determinados aspectos político-económicos del reino en conjunción con los sucesivos conflictos que se darán entre ambos imperios.
Con la llegada de los mismos se conocería que Mutapa era un reino aparentemente invulnerable debido al férreo control que ejercía sobre sus recursos económicos: principalmente la nada desdeñable cantidad de oro que producían sus minas y obtenían de los ríos, y por supuesto el control del comercio con las consecuentes rutas que plagaban la región. Desgraciadamente los cismas internos provocados por los conflictos entre diferentes facciones sumados a la presión lusa conllevarían la transición del imperio al estado de protectorado portugués y la pérdida de una importante porción de su capital económico.
Cuando las reservas de oro comenzaron a agotarse, su comercio fue reemplazado por el tráfico de esclavos. Por esa época, los estados árabes de Zanzíbar y Kilwa se tornaron prominentes potencias esclavistas que abastecían a Arabia, Persia e India.

## Articulación del Estado

### Monarquía
Encontramos una monarquía de marcado carácter absolutista en la que el rey ejercía su autoridad no solo en sus territorios, sino también en los protectorados adyacentes mediante medidas como el hecho de mantener como rehenes a los herederos de los reinos vecinos, lo que provocaba que en múltiples ocasiones surgiesen levantamientos y revueltas por parte de los ejércitos en dichos lugares.
A modo de curiosidad, en varios documentos se hace referencia a que el monarca era extremadamente celoso de su seguridad personal, llegando hasta el punto de evitar usar prendas que no hubiesen sido fabricadas en su territorio por el temor a ser envenenado.

#### Listado de monarcas de Monomotapa
| Periodo           | Titular                                                | Anotaciones                                                                            |
| ----------------- | ------------------------------------------------------ | -------------------------------------------------------------------------------------- |
| c. 1430           | Fundación del reino                                    | Fundación del reino                                                                    |
| c. 1430 a c. 1450 | Nyatsimba Mutota                                       |                                                                                        |
| c. 1450 a 1480    | Matope Nyanhehwe Nebedza                               |                                                                                        |
| 1480              | Mavura Maobwe                                          |                                                                                        |
| 1480 a 1490       | Nyahuma Mukombero                                      |                                                                                        |
| 1490 a 1494       | Changamir                                              |                                                                                        |
| 1494 a c. 1530    | Chikuyo Chisamarengu                                   |                                                                                        |
| c. 1530 a c. 1550 | Chivere Nyasoro                                        |                                                                                        |
| 1560 a 1589       | Negomo Chirisamhuru                                    | Recibe el escudo de armas por parte de Sebastián I de Portugal.                        |
| 1589 a 1623       | Gatsi Rusere                                           |                                                                                        |
| 1623 a 1629       | Nyambu Kapararidze                                     | Derrocado por los portugueses.                                                         |
| 1629              | Monomotapa se convierte en reino vasallo de Portugal   | Monomotapa se convierte en reino vasallo de Portugal                                   |
| 1629 a 1652       | Mavura Mhande Felipe                                   | Firma un tratado de vasallaje con Portugal.                                            |
| 1652 a 1663       | Siti Kazurukamusapa                                    | Hijo de Mavura Mhande Felipe; muere asesinado por los mercaderes mestizos portugueses. |
| 1663              | Mutapa se convierte en reino vasallo del imperio rozwi | Mutapa se convierte en reino vasallo del imperio rozwi                                 |
| 1663 a 1692       | Kamharapasu Mukombwe                                   | Establece una alianza con los rozvi y expulsa a los mestizos portugueses.              |
| 1692 a 1694       | Nyakambira                                             | Asume el trono con apoyo del reino de Butua.                                           |
| 1694              | Monomotapa vuelve a ser un reino vasallo portugués     | Monomotapa vuelve a ser un reino vasallo portugués                                     |
| 1694 a 1707       | Nyamaende Mhande                                       | Derroca a Nyakambira con apoyo portugués.                                              |
| 1707 a 1711       | Nyenyedzi Zenda                                        |                                                                                        |
| 1711 a 1712       | Baroma Dangwarangwa                                    | Derrocado por los rozvi.                                                               |
| 1712              | Mutapa regresa de nuevo al imperio rozwi               | Mutapa regresa de nuevo al imperio rozwi                                               |
| 1712 a 1725       | Samatambira Nyamhandu I                                | Colocado en el trono por el Imperio rozvi.                                             |
| 1735 a 1740       | Nyatsusu                                               |                                                                                        |
| 1740 a 1759       | Dehwe Mapunzagutu                                      |                                                                                        |
| 1760              | Caída de Monomotapa                                    | Caída de Monomotapa                                                                    |

### Religión
El rey Mutota estableció una religión bien organizada fundamentada en el culto a los ancestros o antepasados. Existía una poderosa clase sacerdotal compuesta por poderosos médiums, conocidos como mhondoros, que se encargaban de realizar rituales en santuarios orientados a contactar con los espíritus de antiguos miembros de la realeza. Además de encargarse del mantenimiento de dichos santuarios, los mhondoros también cumplían la vital función de registrar los nombres y hazañas de antiguos monarcas ejerciendo de conservadores de una historia plenamente oral.

### Etimología
El término portugués monomotapa es una transcripción del título real africano mwenemutapa que deriva de la combinación de dos palabras: mwene, que significa príncipe, y mutapa, que equivale a reino. Con el paso del tiempo dicho título acabó aplicándose al reino en su totalidad, empleándose además para señalar sus dominios en los mapas del momento.

## Historia

### Orígenes

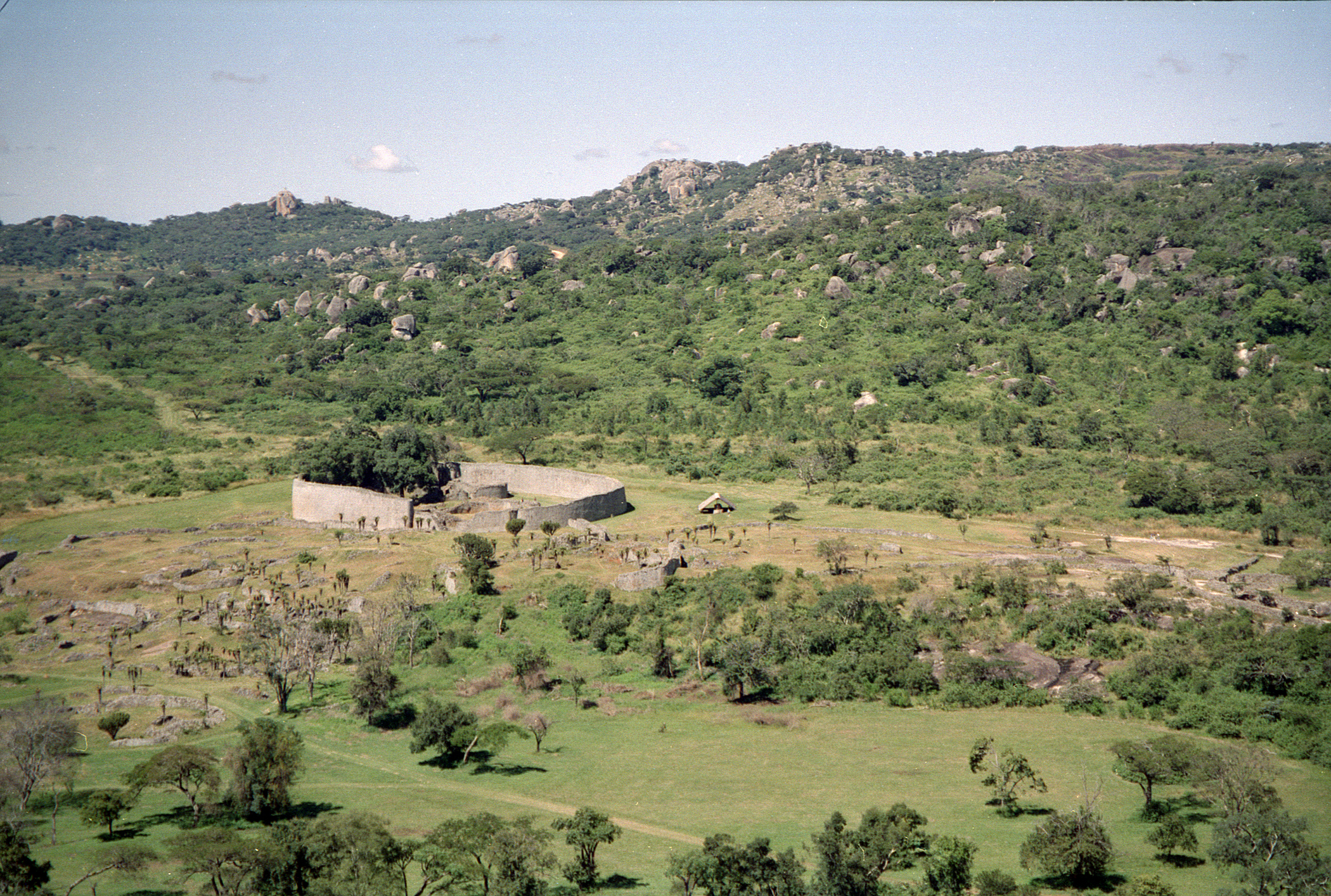
Los gigantescos muros de la ciudad Gran Zimbabue.

Los orígenes de la dinastía mutapa se remontan a la mitad del siglo XV. Según la tradición oral, el primer mwene fue un príncipe guerrero llamado Nyatsimba Mutota, procedente del reino de Zimbabue cuyo propósito era el de encontrar nuevas fuentes de sal más al norte para su pueblo, fuentes que acabaría descubriendo junto a la tribu shona de los tavara. Otra versión de la leyenda afirma que el reino de Zimbabue se encontraba padeciendo una terrible hambruna, lo que provocó la marcha de Mutota hacia el norte hasta llegar a Zvongombe, a 350 kilómetros del Gran Zimbabue, donde fundaría una nueva capital próxima al río Zambeze.

### Expansión
El sucesor de Mutota, Mwenemutapa Matope, configuró un ejército recio y bien entrenado con el que extendió los territorios del reino desde Tavara hasta el océano Índico, asimilando multitud de etnias y regiones a las que alentaba en primera instancia a unirse voluntariamente y sin oponer resistencia, ofreciendo a cambio a los caciques de las tribus un puesto en el gran concejo del ya conformado imperio. Algunos de los territorios asimilados serían los reinos costeros de Kiteve y Madanda, el área del Dande y el feudo de los Manyika, ubicado al este de Zimbabue. Mwenemutapa alcanzaría su máxima extensión en 1480, cincuenta años tras su conformación, convirtiéndose en el principal Estado shona de la región mediante la acaparación de alrededor de 700 000 km² de territorio.

### Contactos con Portugal
Los portugueses controlaban buena parte de la costa suroriental africana con el propósito de dominar las rutas comerciales hacia la India. Durante este proceso algunos portugueses, conocidos como sertanejos, se dirigieron hacia las tierras del interior y convivieron durante un tiempo con mercaderes swahilis mientras que otros llegaron a convertirse en intérpretes y consejeros de importantes reinos shona. Es conocido, por ejemplo, el caso de Antonio Fernandes que durante un periodo de cuatro años, entre 1512 y 1516, visitó la totalidad de los reinos shona incluyendo por supuesto a Mwenemotapa.
El reino de Portugal entraría en contacto directo con Monomotapa alrededor de 1560, registrando una gran cantidad de información acerca del reino así como de su predecesora, Gran Zimbabue. Según los mercaderes swahilis, cuyas afirmaciones fueron recopiladas por el historiador João de Barros, Gran Zimbabue fue una antigua capital construida con piedras de enorme tamaño sin necesidad de emplear ningún tipo de mortero. Aunque dicho lugar no se encontraba en el interior de la frontera mutapa, el reino mantenía allí a algunos nobles con sus esposas.
António Bocarro (1594-1642), un cronista y geógrafo portugués, en su Década 13 da História da Índia (1635) dedica un capítulo a la descripción de las tierras del reino de Monomotapa y a la riqueza de sus minas. En uno de sus capítulos se explican los entresijos de cómo ejercían el comercio y el trueque sus compatriotas portugueses en el territorio, y también cómo se transportaban los productos a través de las vías de comunicación y transportes fluviales del río Zambeze.
Otros de los autores más relevantes que nos aportan información sobre los monomotapa son Filippo Pigafetta y Giovanni Botero, aunque debemos tener en cuenta que varios de sus textos acaban incorporando elementos de carácter fantástico o mitológico.
Finalmente en el año 1569, el rey Sebastián I de Portugal concibe y otorga un escudo de armas para Mwenemutapa. Este estaba conformado por dos flechas argentadas en los extremos y una azada tradicional africana en el centro; todo ello sobre un fondo escarlata con una corona encajada en la parte superior del escudo. Posiblemente se trate del primer blasón propio de una nación sudafricana, aunque no existe constancia de que los monomotapa lo empleasen en alguna circunstancia.

### Decadencia y colapso

#### Inicio del conflicto con Portugal
En 1561, un misionero jesuita portugués logra introducirse en la corte de Mwenemutapa con el propósito de convertir al monarca y a la élite aristocrática al cristianismo, hecho que no sentaría nada bien a los mercaderes musulmanes que residían en la capital; estos lograrían persuadir al rey para que ordenase la ejecución del clérigo jesuita apenas unos días después de haber recibido el bautismo y el reino de Portugal emplearía dicho acto como pretexto para penetrar en el interior de Monomotapa con el objetivo de controlar los recursos económicos y comerciales del reino, es decir, las valiosas minas de oro y rutas del marfil.
Tras una extensa fase de preparación, una expedición de mil hombres bajo las órdenes de Francisco Barreto fue puesta en marcha en el año 1568. Durante un periodo de cuatro años los portugueses fueron adentrándose en el territorio monomotapa llegando a lugares tan lejanos como el alto Zambeze, pero las enfermedades propias del lugar fueron mermando sus fuerzas hasta que en 1572 se vieron obligados a volver hasta su campamento principal.
Las tropas portuguesas descargarían sus frustraciones con los mercaderes swahilis, a los que masacrarían e irían sustituyendo paulatinamente con otros comerciantes procedentes de Portugal y algunos mestizos que acabarían por convertirse en titulares de fincas y tierras en el bajo Zambeze. Aun así Mwenemutapa mantendría una posición de fuerza y superioridad sobre su invasor mediante prácticas como la demanda de un subsidio a los capitanes del Mozambique portugués o la imposición de un impuesto sobre el cincuenta por ciento de los productos de importación.

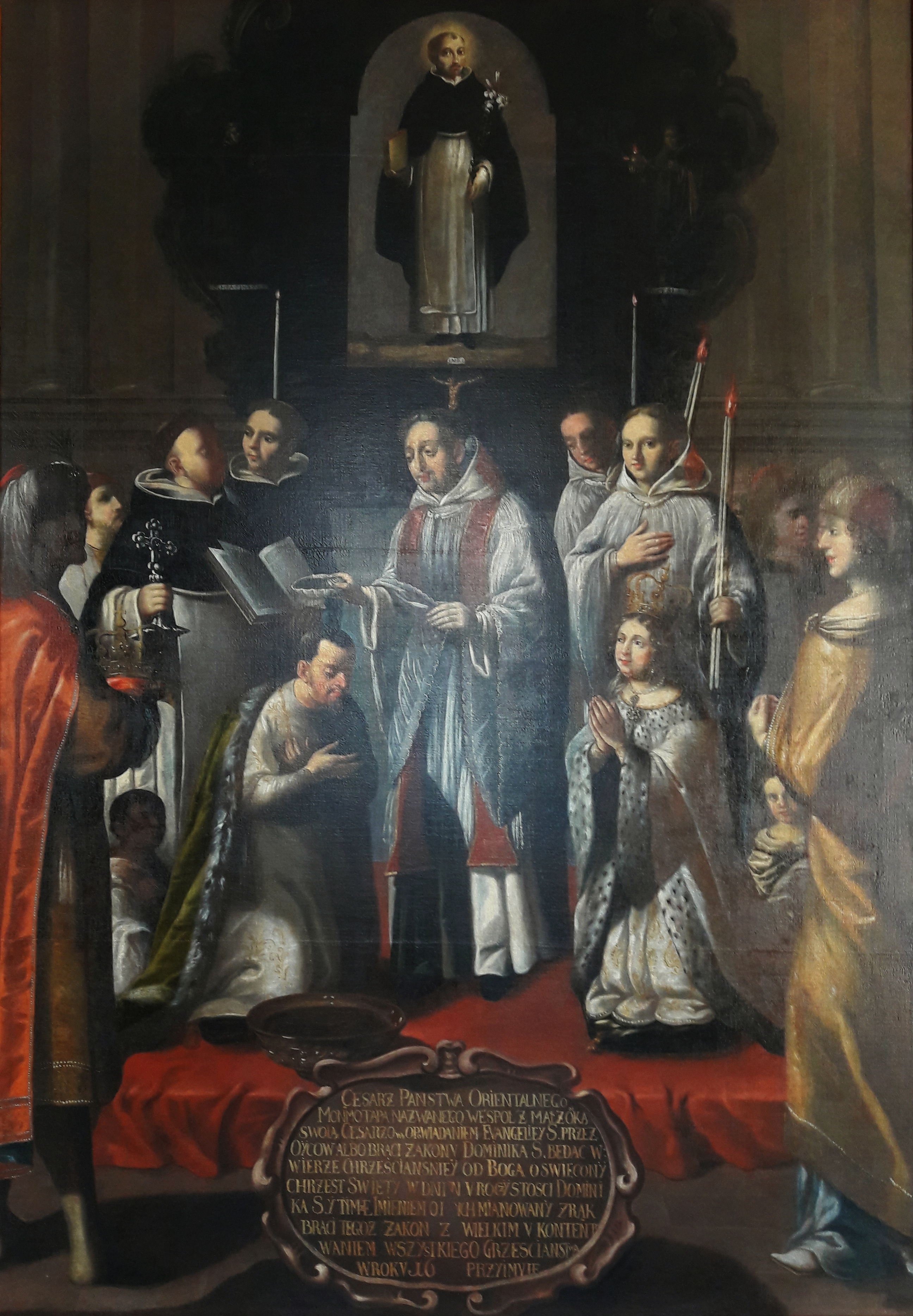
Bautismo del rey Siti de Mutapa, del pintor polaco Tomasz Jan Muszyński. La obra muestra el bautismo del rey Siti Kazurukamusapa celebrado el 4 de agosto de 1652 por el dominico João de Mello en la festividad de san Domingo; en la imagen además aparece acompañado de su esposa, dos de sus hijos y algunos nobles de la corte.

#### Conquista portuguesa
Las diferentes acometidas contra el reino e incluso los intentos de manipulación económica resultarían poco efectivos debido, principalmente, al férreo control estatal sobre la producción del oro. Lo que supuso una mayor amenaza para Mwenemutapa fueron los conflictos internos entre diferentes facciones que no dudaban en solicitar apoyo militar a Portugal, situación que el reino luso aprovecharía para propiciar la caída del reino africano.
Muestra de esta debilidad podemos encontrarla en el hecho de que Estados vasallos como Kiteve, Madanda y Manyika dejaron de pagar el correspondiente tributo a la par que un nuevo reino, bajo el mando de la enérgica dinastía rozwi, localizados en el territorio cercano a Barwe, que se encontraba plenamente en alza y supondría una futura amenaza para la ya inestable Mutapa.
Los lusos aprovecharían la oportunidad que se les presentó en 1629 cuando Mwenemutapa fracasó estrepitosamente en su intento por expulsarles, oportunidad que les permitiría contraatacar y conquistar de una vez por todas el tan ansiado reino. No dudaron un instante en instaurar en el trono a Mavura Mahnde Felipe, un rey títere que firmará una serie de tratados en los que se estipulaba la conversión del reino en vasallo de Portugal y la cesión de una serie de importantes minas de oro. En dicho tratado además se les otorgaría a los anteriormente mencionados mestizos el permiso para establecer asentamientos fortificados en cualquier lugar de Monomotapa. 
Mientras tanto, Portugal seguía extendiendo su control sobre buena parte del sudeste africano implantando lo que en estos momentos serían los orígenes de su posterior sistema colonial, y además de controlar buena parte de las minas de oro, también se harían con el control de las relevantes rutas comerciales que aderezaban la región.

#### Invasión del reino de Butwa
A principios del siglo XVII, los pastores rozwi llegaron al reino de Butwa y derrocaron a los dirigentes togwa, asumiendo el poder y escogiendo como líder a un changamir o rey guerrero que transformaría Butua en un Estado capaz de competir con Mwenemutapa por el poder regional, obviando el gran manto de influencia que este ejercía mediante acciones como el comercio directo con Portugal y los mercaderes árabes de la región.
Ya hacia finales de siglo, el changamir Dombo amenazaba y desafiaba directamente a Mutapa, entrando finalmente en el reino en 1684 y derrotando a las tropas del mwenemutapa Kamharapasu Mukombwe en lo que se conocería como la batalla de Mahungwe. La muerte de Mukombwe en 1692 daría lugar a una crisis sucesoria en la que los portugueses respaldarían a un sucesor y los rozwi, dirigidos por Dombo, a otro. Esto provocaría un nuevo conflicto en el que el monarca de Butwa daría el primer paso arrasando la ciudad portuguesa de Dembarare cerca de la capital monomotapa y asesinando a los comerciantes lusos que atestaban la región.
De esta forma el changamir Dombo colocaría en el trono de Mwenemutapa a Nyakambira, que gobernaría el reino de forma independiente, entre 1692 y 1694, hasta que en este último año los portugueses acabasen con su vida en batalla y depositaran en el trono a Nuamaende Mhande. Aun así el rey Dombo seguiría con su cruzada contra Portugal, esta vez destruyendo la ciudad de Masikwesi, lo que le permitió controlar por completo la producción de oro desde el reino de Butwa a Manyike y desbancar a Mwenemutapa definitivamente como principal potencia shona de la región.

#### Final de Monomotapa
El conflicto entre Portugal y Butua continuó durante el siglo XVII y propició que ninguna de las potencias fuese capaz de mantener el control de Mwene Mutapa por mucho tiempo. Así se observaría cómo los primeros mantendrían el control del reino entre 1629 y 1663 para pasar a manos de los segundos desde 1663 a 1694, y volver a manos portuguesas hasta 1712. Finalmente, serían los rozvi quienes depositasen al último rey, Samatambira Nyamhandu, previa independencia del reino en 1720; dicha emancipación se debe a la pérdida de interés de los mismos sobre el reino en pos de extender sus territorios aún más hacia el sur, eso sí, quedándose con la mayor parte de las tierras que habían pertenecido anteriormente a Monomotapa.
En 1723, Nyamhandi traslada la capital del reino a un lugar cercano al asentamiento comercial portugués de Tete. Con la muerte del monarca, un joven Dehwe Mapunzagutu asciende al trono y busca de nuevo el apoyo portugués invitándolos de vuelta a Mutapa. Tras su muerte en 1759, la cual pone fin a la dinastía mwenemutapa, tendrá lugar una cruenta y destructiva guerra civil de la que el reino nunca se recuperaría, dando lugar a una nueva estirpe en la que los monarcas emplearían el título de mambo para calificarse como tales y que gobernarían un territorio aún más pequeño hasta que, en 1917, el último monarca de esta nueva dinastía, mambo Chioko, cae en batalla frente a los portugueses.

## Mutapa como Ofir
El Imperio tuvo otro efecto secundario indirecto en la historia de África del Sur. Su oro suscitó en los europeos la sospecha de que Monomotapa controlaba las legendarias minas del rey Salomón conocidas a través de la Biblia como Ofir. La creencia que las minas se encontraban dentro del reino de Monomatapa en África del Sur fue uno de los factores que condujeron a la Compañía Holandesa de las Indias Orientales a fundar la Colonia del Cabo, que conduciría finalmente a la creación del país de Sudáfrica.
Esto no significa que las leyendas fueran la causa primaria para fundar la citada colonia, pues su objetivo era crear una factoría, a mitad de camino, donde los barcos pudieran aprovisionarse en su camino hacia y desde la India; pero la leyenda fue difundida entre el pueblo menos culto para reclutar a los primeros colonos. Algunos registros sugieren que la mayor parte de éstos soñaron con encontrar la ciudad legendaria de oro en África del Sur, una creencia que tiene claros paralelismos en el mito sudamericano de El Dorado en el que muy posiblemente se inspiró.
Irónicamente, Sudáfrica realmente tenía las mayores reservas de oro conocidas en la tierra, en lo que es ahora Johannesburgo, pero transcurrirían más de doscientos años hasta que fuera descubierto y fundada esta población. En otras palabras, la legendaria «ciudad de oro de África del Sur» no existió, pero los descendientes de aquellos colonos terminarían por construir una. Johannesburgo todavía es a menudo llamada "la ciudad de oro" y de hecho su nombre en casi todas las lenguas indígenas se traduce exactamente (compárese Gauteng en sesoto con Egoli en zulú).